# آغدرک
آقدیرک یکی از روستاهای استان آذربایجان شرقی است که در   دهستان کوله     بوز 
غربی  
وز غربی بخش مرکزی شهرستان میانه واقع شده‌است.